# Stefan Symotiuk
Stefan Symotiuk (ur. 10 lipca 1943, zm. 29 grudnia 2016) – polski filozof, profesor UMCS.

## Życiorys
W latach 1966–2007 był zawodowo związany z Uniwersytetu Marii Curie-Skłodowskiej w Lublinie. Obronił pracę doktorską, następnie uzyskał stopień doktora habilitowanego. W 1993 został zatrudniony na stanowisku profesora w Instytucie Filozofii na Wydziale Filozofii i Socjologii UMCS. Był kierownikiem Zakładu Filozofii Kultury UMCS, założycielem i honorowym przewodniczącym Towarzystwa Witkacyjańskiego, przewodniczącym Komisji Filozoficzno-Przyrodniczej PAN.